# Henock Abrahamsson
Henock Abrahamsson (* 29. Oktober 1909; † 23. April 1958) war ein schwedischer Fußballtorhüter.

## Laufbahn
Abrahamsson spielte für Gårda BK in der Allsvenskan. Außerdem war er schwedischer Nationaltorhüter. Bei der Weltmeisterschaft 1938 stand er bei allen drei Spielen im Tor, im Viertelfinale gegen Kuba hielt er beim 8:0-Sieg einen Elfmeter. Nach zwei Niederlagen gegen Ungarn (1:5 im Halbfinale) und Brasilien (2:4 im Spiel um den dritten Platz) musste er sich allerdings mit dem vierten Platz begnügen.